# Charbel Rouhana
Charbel Rouhana (* 1965 in Amchit bei Byblos, Libanon) ist ein libanesischer Oud-Spieler und Komponist.

## Leben
Er studierte Musik an der Universität St. Esprit in Kaslik und erhielt sein Abschlussdiplom für das Spielen des Oud-Instrumentes im Jahre 1986 und seinen Master in Musikwissenschaft im Jahre 1987. Er hat eine neue Methodologie des Oud-Spielens entwickelt. Diese Methode wurde veröffentlicht und adoptiert von dem Nationalen Libanesischen Musikkonservatorium und in der Fakultät für Musik der Universität St. Esprit, wo er auch seit 1986 Dozent ist. In den 1980er-Jahren war er zusammen mit Marcel Khalifé Mitglied des Al-Mayadine-Ensembles.
Als Komponist arbeitete er mit dem Choreografen Abdel-Halim Caracalla zusammen an folgenden Stücken: „2000 and 2 Nights“ (2002), „Elissa – Die Königin von Karthago“ (1995), „Andalusia – Verlorener Ruhm“ (1997) und „Bleilit Kamar“ (1999). Er hat mehrere nationale Preise gewonnen, unter anderem für den Titel „Hymn of Peace“ 1990 in Japan den ersten Preis im Hirayama-Wettbewerb für die beste Komposition, sowie 2000 den Murex d’Or als Musiker des Jahres.
Nach Meinung Charbels steht der orientalisch-arabischen Musik eine Renaissance bevor, welche durch traditionelle Instrumente und im Speziellen durch den Oude verkörpert wird und welche stets in Beziehung zu traditionellem Singen und klassisch-arabischer instrumentaler Musik steht. Charbel musikalische Schriften verfolgen die Arabisch traditionellen Instrumente in multinationale moderne Instrumente zu transformieren, die fähig mit anderen Kulturen und Musik zu kommunizieren, wobei der Schwerpunkt auf dem orientalisch-arabischen Stil liegt. 

## Werke
- 1997: Salamat
- 1998: Mada – With Hani Siblini
- 2000: Mazaj Alani
- 2001: Muhammad al-Durrah
- 2003: The Art of Middle Eastern Oud
- 2004: Sourat – Trait d’Union
- 2005: Lashou-Et-Taghyeer
- 2006: We Live – With various artists
- 2006: Dangerous

| Personendaten    | Personendaten                           |
| ---------------- | --------------------------------------- |
| NAME             | Rouhana, Charbel                        |
| KURZBESCHREIBUNG | libanesischer Oud-Spieler und Komponist |
| GEBURTSDATUM     | 1965                                    |
| GEBURTSORT       | Amchit bei Byblos                       |